# Quedlinburger Landgraben

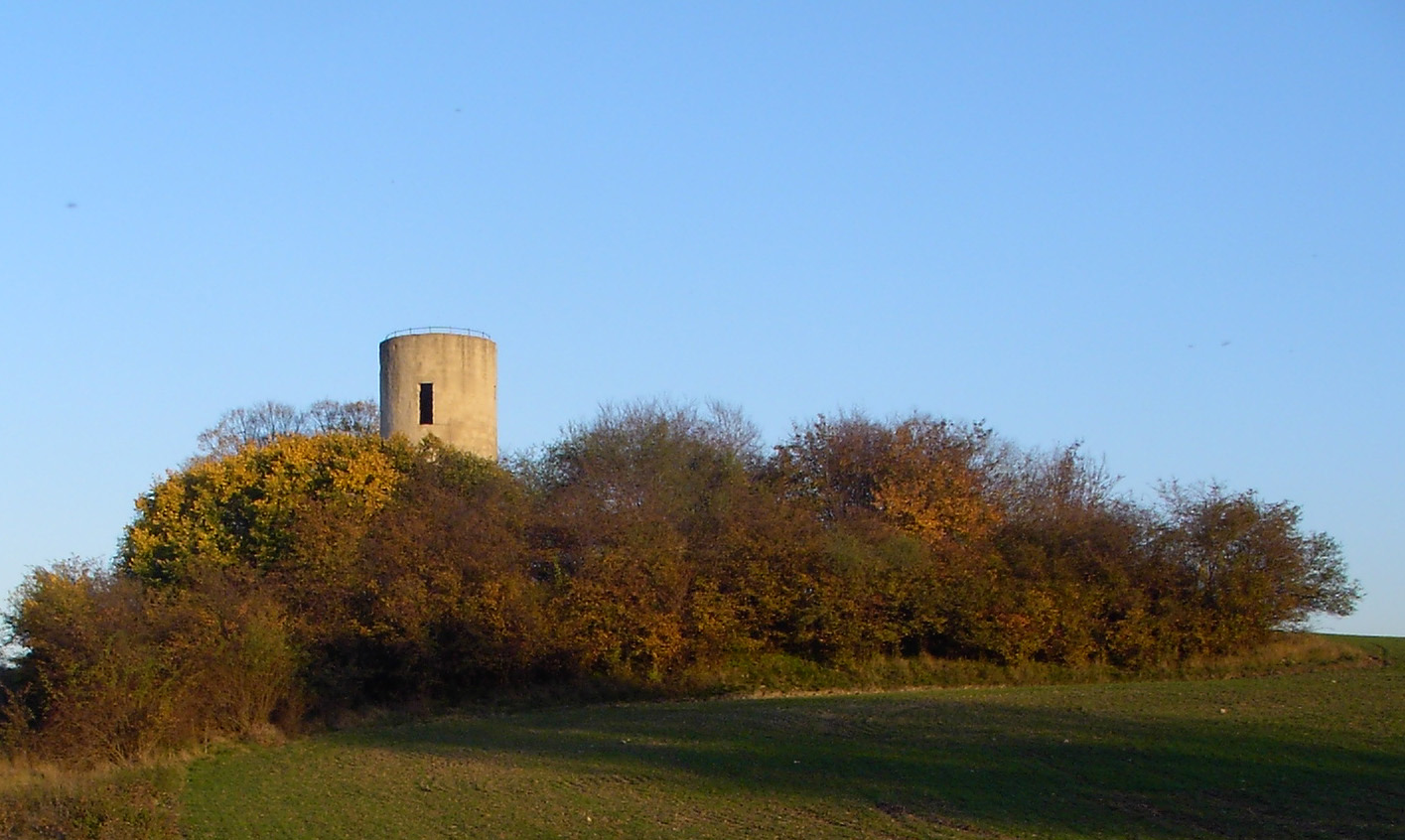
Bicklingswarte südlich von Quedlinburg (2005)

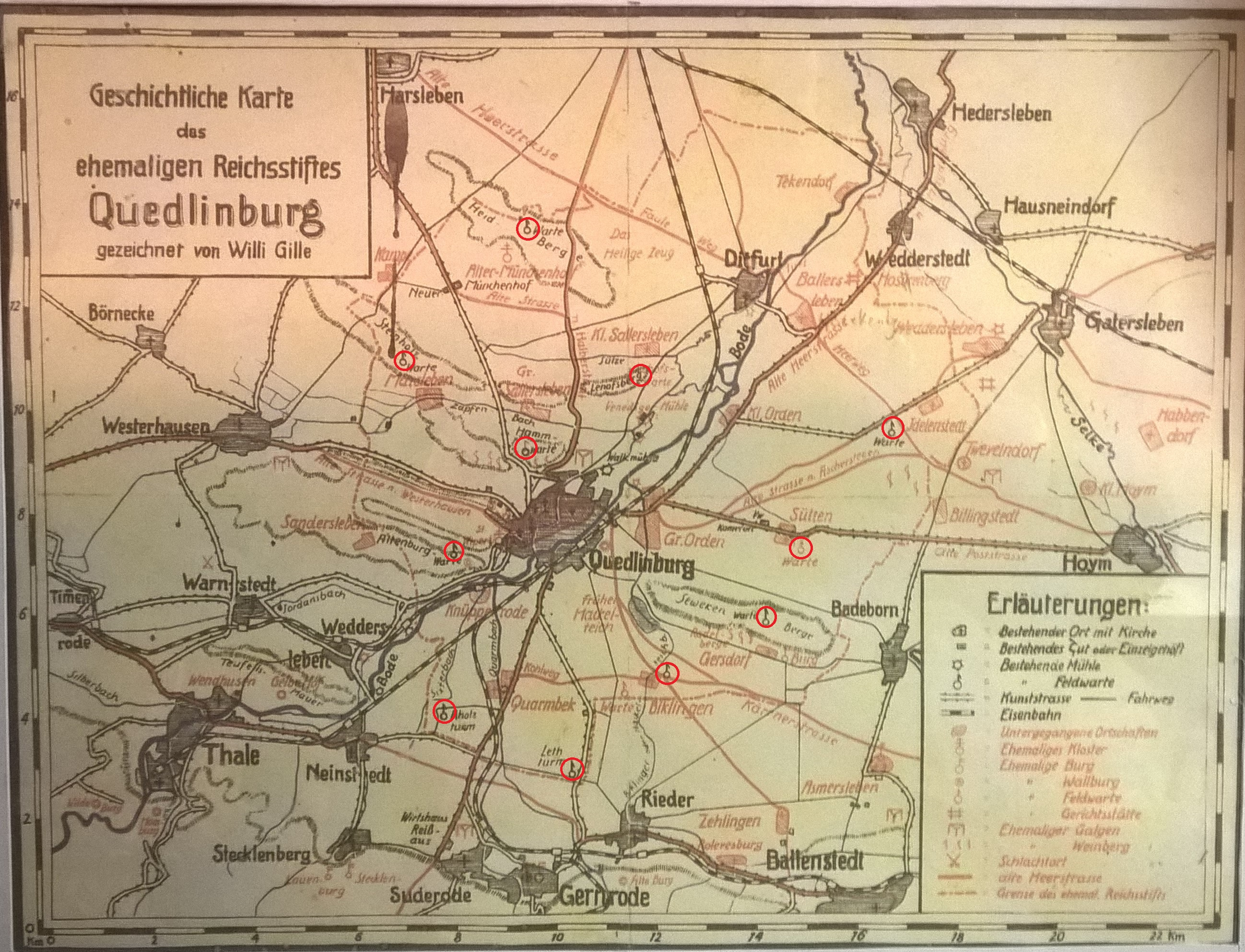
Geschichtliche Kartte des ehemaligen Reichsstiftes Quedlinburg mit hervorgehobenen Warttürmen

Das Quedlinburger Warten- und Landgrabensystem ist ein mittelalterliches Verteidigungssystem, mit dem das Umland von Quedlinburg vor dem Eindringen von Heerhaufen und Räubern gewarnt und geschützt wurde. Hervorzuheben ist der gute Erhaltungszustand einzelner Warten und die Erkennbarkeit von Teilen der Landwehr.

## Landgraben
Die Wall-Graben-Systeme mit dichtem Heckenbestand befanden sich entlang der Gemarkungsgrenze, um das Eindringen von Heerhaufen und Räubern oder den schnellen Rückzug derselben zu verhindern. So konnten beispielsweise die Herden der Städter vor Viehdiebstahl geschützt werden.
Die Länge betrug 42 km.

## Feldwarten
Feldwarten heißen lokal die Warttürme des mittelalterlichen Verteidigungssystems. Sie wurden vermutlich ab der zweiten Hälfte des 13. Jahrhunderts bis in die Zeit um 1320 auf Bergen an der Gemarkungsgrenze als Frühwarnsystem errichtet (Lehofwarte, Heidbergwarte, Steinholzwarte, Altenburgwarte, Aholzwarte); sicherten wichtige Straßen- und Wegeverbindungen (Sültenwarte am Weg Richtung Badeborn, Lethturm an der Straße nach Gernrode, Ilenstedter oder Gaterslebener Warte am Weg nach Gatersleben und an der alten Heerstraße von Ermsleben nach Halberstadt, Bicklingswarte am Weg nach Rieder und am Kohlweg), und meldeten Gefahren mittels Rauch- und Feuerzeichen an die Stadt Quedlinburg. Als Signalempfänger vor Ort hat zeitweise der Wärter auf der Hammwarte, immer aber der Türmer auf dem Marktkirchturm, gedient. Sie waren umgeben von einem befestigten Hof, der den auf den Feldern arbeitenden Bauern und Hirten als Fliehburg diente.

## Denkmalschutz
Am Ende des 19. Jahrhunderts wurden die Altenburgwarte und die Steinholzwarte zu Aussichtstürmen umgebaut.
Natur- und Heimatfreunde führten in den 1960er und 1970er Jahren notwendige Reparaturen aus. Zu Beginn der 1990er Jahre ließ die Stadt Quedlinburg diese Warten wieder instand setzen sowie Seweckenwarte und Bicklingswarte durch den Einbau von Wendeltreppen zu Aussichtstürmen herrichten. Besonders von der Seweckenwarte, östlich von Quedlinburg, hat man einen Rundblick auf den Harz und das Harzvorland.
Im Jahr 2005 wurde der „Wartenverein“ als Förderverein für die Erhaltung des Quedlinburger Wartensystems gegründet, der für den Lethturm mit der angrenzenden Landwehr eine historische Rekonstruktion der Wehranlagen anstrebt.